# Джеймс Кірквуд
Джеймс Кірквуд (старший) (англ. James Kirkwood Sr.; 22 лютого 1875, Гранд-Рапідс, Мічіган — 24 серпня 1963, Вудленд-Хіллз, Каліфорнія) — американський актор кіно та телебачення, кінорежисер; менш відомий як кіносценарист та актор театру.

## Біографія
Джеймс Корнеліус Кірквуд народився 22 лютого 1876 (чи 1875) року у місті Гранд-Рапідс (штат Мічиган, США). У 1909 році дебютував на кіноекрані, сподобавшись відомому режисеру Девіду Гріффіту. За свою кар'єру завдовжки 52 роки (1909—1961, із помітними перервами) Кірквуд знявся у приблизно 240 фільмах та серіалах. З 1911 по 1919 також пробував себе як кінорежисер: за ці вісім років він створив вісімдесят картин.
Джеймс Кірквуд помер 24 серпня 1963 року у Вудленд-Хіллз (штат Каліфорнія, США)[3]. Похований на цвинтарі Святого Хреста в місті Калвер-Сіті.

## Особисте життя
Джеймс Кірквуд був одружений тричі:
- Гертруда Робінсон (1890—1962), кіноактриса. Шлюб укладений 30 вересня 1916 (нареченій було 25 років, нареченому — 40 років), 19 липня 1923 року було розлучення. Дітей немає.
- Ліла Лі (1901—1973), відома кіноактриса. Шлюб укладений 25 липня 1923 (нареченій було 22 роки, нареченому — 47 років), 21 серпня 1931 року було розлучення. Від шлюбу залишився син, Джеймс Кірквуд-молодший (1924—1989), який став відомим драматургом, письменником та актором.
- Беатріс Пауерс, маловідома кіноактриса. Шлюб укладений 24 вересня 1931 року, 7 квітня 1934 року було розлучення. Від шлюбу залишилася дочка, Джоан Мері Кірквуд. Ініціатором розлучення виступила Пауерс, звинувативши Кірквуда у «психічній жорстокості».

Також відомо, що у 1916—1917 роках, перебуваючи у шлюбі з Гертрудою Робінсон, Кірквуд мав роман із відомою кіноактрисою-підлітком Мері Майлз Мінтер (їй було 14-15 років, йому — 40-41 рік). Відносини закінчилися після того, як Мінтер завагітніла від Кірквуда і зробила аборт, який сплатила її матір.